# استوکت (مونتانا)
استوکت (به انگلیسی: Stockett) شهری در ایالت مونتانا کشور ایالات متحده آمریکا است که جمعیت آن در سرشماری سال ۲۰۱۰ میلادی، ۱۶۹ نفر بوده‌است.